# 1711
| [ Edytuj tabelę ]              | |
| Król Polski                    | - 1709 August II Mocny 1733 |
| Król Afganistanu               | - 1709 Mir Wajs Chan 1715 |
| Współksiążęta Andory           | - 1695 Julià Cano i Thebar 1714 - 1643 Ludwik XIV 1715                                                                                |
| Elektor Bawarii                | - 1679 Maksymilian II Emanuel 1726 |
| Sułtan Brunei                  | - 1705 Hussin Kamaluddin 1730 |
| Cesarz Chin                    | - 1661 Kangxi 1722 |
| Król Czech                     | - 1705 Józef I Habsburg 1711 - 1711 Karol VI Habsburg 1740                                                                            |
| Król Danii                     | - 1699 Fryderyk IV 1730 |
| Dalajlama                      | - 1708 Kelzang Gjaco 1757 |
| Cesarz Etiopii                 | - 1708 Teofil 1711 - 1711 Justus 1716                                                                                                 |
| Król Francji                   | - 1643 Ludwik XIV 1715 |
| Król Hiszpanii                 | - 1700 Filip V 1724 |
| Landgraf Hesji-Kassel          | - 1670 Karol I Heski 1730 |
| Stadhouder Holandii            | - 1702 drugi okres bez stadhoudera 1747                                                                                               |
| Szach Iranu                    | - 1694 Sultan Husajn 1722 |
| Państwo Wielkich Mogołów       | - 1707 Bahadur Szach I 1712 |
| Król Irlandii                  | - 1702 Anna Stuart 1714 |
| Cesarz Japonii                 | - 1709 Nakamikado 1735 |
| Kalif                          | - 1703 Ahmed III 1736 |
| Patriarcha Konstantynopola     | - 1709 Atanazy V 1711 - 1711 Cyryl IV 1713                                                                                            |
| Władca Korei                   | - 1674 Sukjong 1720 |
| Książę Kurlandii i Semigalii   | - 1698 Fryderyk Wilhelm Kettler 1711 - 1711 Ferdynand Kettler 1711                                                                    |
| Książę Liechtensteinu          | - 1699 Jan Adam I 1712 |
| Sułtan Maroka                  | - 1672 Maulaj Isma’il 1727 |
| Książę Monako                  | - 1701 Antoni I 1731 |
| Król Nawarry                   | - 1710 Ludwik XV 1774 |
| Król Norwegii                  | - 1699 Fryderyk IV 1730 |
| Sułtan Omanu                   | - 1692 Sajf I ibn Sultan 1711 - 1711 Sultan II ibn Sajf 1719                                                                          |
| Elektor Palatynatu             | - 1690 Jan Wilhelm 1716 |
| Papież                         | - 1700 Klemens XI 1721 |
| Książę Parmy i Piacenzy        | - 1694 Franciszek 1727 |
| Król Portugalii                | - 1706 Jan V 1750 |
| Król w Prusach                 | - 1701 Fryderyk I 1713 |
| Car Rosji                      | - 1682 Piotr I Wielki 1725 |
| Cesarz Rzymski (niemiecki)     | - 1705 Józef I Habsburg 1711 - 1711 Karol VI Habsburg 1740                                                                            |
| Kapitanowie Regenci San Marino | - 1710 Francesco Maccioni Pietro Francini 1711 - 1711 Giuseppe Loli Girolamo Martelli 1711 - 1711 Federico Gozi Giuseppe Zampini 1712 |
| Elektor Saksonii               | - 1694 Fryderyk August I (król Polski) 1733                                                                                           |
| Król Szwecji                   | - 1697 Karol XII 1718 |
| Król Tajlandii                 | - 1709 Tai Sa 1733 |
| Sułtan Turków                  | - 1703 Ahmed III 1730 |
| Doża Wenecji                   | - 1709 Giovanni Cornaro 1722 |
| Król Węgier                    | - 1705 Józef I 1711 - 1711 Karol III 1740                                                                                             |
| Monarcha Wielkiej Brytanii     | - 1707 Anna Stuart 1714 |

Rok 1711 / MDCCXI
stulecia: XVII wiek ~
XVIII wiek ~
XIX wiek

lata: 1701 «
1706 «
1707 «
1708 «
1709 «
1710 «
1711
» 1712
» 1713
» 1714
» 1715
» 1716
» 1721

## Wydarzenia w Polsce
- 6 sierpnia – na Jasną Górę wyruszyła pierwsza pielgrzymka warszawska[1].

## Wydarzenia na świecie
- 24 lutego – w Londynie odbyła się premiera pierwszej wersji opery Rinaldo Georga Friedricha Händla.
- 1 marca – w Londynie Joseph Addison i Richard Steele rozpoczęli wydawanie gazety „The Spectator”.
- 19 marca – Turcja wypowiedziała wojnę Rosji.
- 17 kwietnia – Karol VI Habsburg został arcyksięciem Austrii.
- 8 maja – podpisano w Londynie preliminaria pokojowe między Wielką Brytanią, Francją i Holandią.
- 14 lipca – holenderski przywódca Johan Willem Friso utonął.
- 23 lipca – zawarto traktat prucki pomiędzy Rosją a Turcją, w którym Rosja zobowiązała się wycofać swoje wojska z Rzeczypospolitej.
- 1 sierpnia – Piotr Wielki uciekł z Azowa, gdzie był oblegany.
- 21 września – Francuzi zajęli Rio de Janeiro.
- 22 września – Indianie Tuscarora masakrowali kolonistów w Karolinie Płn. Początek wojny z Indianami.
- 11 października – Carlos III niedoszły władca Hiszpanii powrócił do Wiednia jako cesarz Karol VI Habsburg.
- 12 października – Karol VI Habsburg został cesarzem rzymsko-niemieckim.
- 14 października – władcą Etiopii został Jostos, który zabił poprzedniego władcę Tewoflosa.
- 22 grudnia – Karol VI Habsburg został koronowany w katedrze we Frankfurcie nad Menem na cesarza rzymsko-niemieckiego.
- Zaczęła funkcjonowanie South Sea Company.
- Robert Walpole wysłany na trzy miesiące do Tower of London.
- Brytyjski parlament uchwalił Ocasional Conformity Act przeciw krypto-prezbiterianom.
- Austria zadała ostateczną klęskę węgierskim buntownikom Franciszka Rakoczego.

## Urodzili się
- 4 lutego - Józef Aleksander Jabłonowski, polski szlachcic, polityk, historyk, bibliograf, heraldyk, mecenas sztuki, tłumacz, poeta (zm. 1777)
- 7 maja – David Hume, szkocki filozof, historyk i pisarz (zm. 1776)
- 18 maja – Roger Joseph Boscovich, astronom i matematyk pochodzenia serb.-chorw. (zm. 1787)
- 10 czerwca - Amelia Hanowerska, księżniczka hanowerska, brytyjska (zm. 1786)
- 22 lipca - Georg Wilhelm Richmann, niemiecki fizyk, badacz piorunów (zm. 1753)
- 26 lipca – Wawrzyniec Krzysztof Mitzler de Kolof, wydawca i redaktor pierwszego polskiego czasopisma naukowego „Warschauer Bibliothek” (zm. 1778)
- 21 sierpnia – Bernard Franciszek de Hoyos, hiszpański jezuita (zm. 1735)
- 31 października – Laura Bassi, włoska fizyk, pierwsza w Europie kobieta zatrudniona jako profesor fizyki (zm. 1778)
- 11 listopada – Stiepan Kraszeninnikow, rosyjski podróżnik, geograf i botanik, badacz Syberii, Kamczatki i Wysp Kurylskich (zm. 1755)
- 19 listopada – Michaił Łomonosow (ros. Михаил (Михайло) Васильевич Ломоносов), rosyjski uczony i poeta (zm. 1765)
- 26 grudnia - Maria Mienszykowa, rosyjska arystokratka (zm. 1729)

- data dzienna nieznana: 
  - William Boyce, angielski kompozytor (zm. 1779)

## Zmarli
- 16 stycznia – Józef Vaz, filipin, misjonarz na Cejlonie, błogosławiony katolicki (ur. 1651)
- 17 kwietnia – Józef I Habsburg, cesarz rzymsko-niemiecki (ur. 1678)
- 26 października – Bonawentura z Potenzy, włoski franciszkanin, błogosławiony katolicki (ur. 1651)

## Święta ruchome
- Tłusty czwartek: 12 lutego
- Ostatki: 17 lutego
- Popielec: 18 lutego
- Niedziela Palmowa: 29 marca
- Wielki Czwartek: 2 kwietnia
- Wielki Piątek: 3 kwietnia
- Wielka Sobota: 4 kwietnia
- Wielkanoc: 5 kwietnia
- Poniedziałek Wielkanocny: 6 kwietnia
- Wniebowstąpienie Pańskie: 14 maja
- Zesłanie Ducha Świętego: 24 maja
- Boże Ciało: 4 czerwca